# Eurhynchium hians
Eurhynchium hians är en bladmossart som beskrevs av Sande Lacoste 1866. Eurhynchium hians ingår i släktet sprötmossor, och familjen Brachytheciaceae. Inga underarter finns listade i Catalogue of Life.

## Bildgalleri

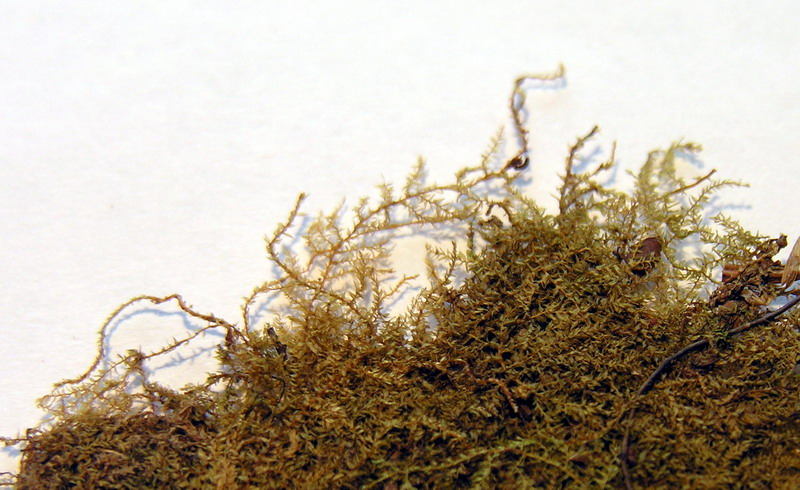